# David Lloyd (dessinateur)
Pour les articles homonymes, voir David Lloyd et Lloyd.
David Lloyd (né en 1950) est un dessinateur de bande dessinée britannique.
Il est célèbre pour avoir dessiné la maxi-série V pour Vendetta scénarisée par Alan Moore.

## Biographie
Il a commencé à travailler dans les comics à la fin des années 1970 dessinant  pour Halls of Horror, TV Comic et des titres de Marvel UK. avec le scénariste Steve Parkhouse, il créa le personnage de Night Raven.
Quand l'ancien éditeur de Marvel UK, Dez Skinn lança le magazine Warrior (en) en 1982, il demanda à Lloyd de créer un nouveau personnage de pulp. Lloyd et le scénariste Alan Moore créèrent V for Vendetta, série dans laquelle un flamboyant terroriste anarchiste combat un gouvernement fasciste dans une Angleterre dévastée. Après la fin de Warrior en 1984, la série fut réimprimée et continuée en couleurs par DC Comics, collectée en roman graphique en 1995 et développée en film (sorti en 2006).
Lloyd a aussi travaillé sur ESPers, avec le scénariste James Hudnall, pour Eclipse Comics ; Hellblazer, avec les scénaristes Grant Morrison et Jamie Delano, et War Story, avec Garth Ennis, pour  DC.
Il a dessiné un épisode de Global Frequency (le n°6), mais s'est surtout dirigé vers le marché européen avec la série en deux parties Kickback publiée par Carabas, qu'il réalise entièrement.

## Prix
- 1990 :  Alph-Art du meilleur album étranger pour V pour Vendetta (avec Alan Moore)
- 1999 :  Prix Haxtur de la meilleure couverture pour Aliens : Glass Corridor
- 2006 :  Prix Urhunden du meilleur album étranger pour V pour Vendetta (avec Alan Moore)